# Грецкий, Пётр Петрович
Пётр Петрович Грецкий (1904—1972) — полковник Советской Армии, участник Великой Отечественной войны, Герой Советского Союза (1944).

## Биография
Пётр Грецкий родился 18 апреля 1904 года в деревне Салды (ныне — Даугавпилсский район Латвии) в крестьянской семье. Работал на железнодорожной станции «Рудня» Смоленской области. В 1926 году Грецкий был призван на службу в Рабоче-крестьянскую Красную Армию. В 1931 году окончил Орловское танковое училище, в 1935 году — курсы усовершенствования командного состава. С июня 1941 года — на фронтах Великой Отечественной войны. К январю 1944 года гвардии подполковник Пётр Грецкий командовал 5-м отдельным танковым полком прорыва 8-й гвардейской армии 3-го Украинского фронта. Отличился во время Никопольско-Криворожской операции.
В период с 31 января по 15 февраля 1944 года Грецкий руководил действиями своего полка по прорыву немецкой обороны к юго-востоку от села Софиевка Днепропетровской области Украинской ССР. Действия полка Грецкого способствовали успешному вводу в прорыв всего корпуса. В одном из боёв он получил ранение, но продолжил руководить действиями полка.
Указом Президиума Верховного Совета СССР от 19 марта 1944 года гвардии подполковник Пётр Грецкий был удостоен высокого звания Героя Советского Союза с вручением ордена Ленина и медали «Золотая Звезда».
В 1946 году Грецкий окончил курсы усовершенствования офицерского состава. В 1954 году в звании полковника он был уволен в запас. Проживал в Москве, скончался 25 июля 1972 года, похоронен на Новодевичьем кладбище.
Был награждён двумя орденами Ленина, четырьмя орденами Красного Знамени, орденом Красной Звезды, а также рядом медалей.